# Термінус (вигадана планета)
Термінус — вигадана планета із циклу творів «Фундація» Айзека Азімова, на якій засновано Перший Фонд.

## Опис
За Айзеком Азімовим Термінус обраний Гарі Селдоном для втілення в життя плану Селдона — скорочення періоду міжцарства після майбутнього розпаду Галактичної імперії. З цією метою Селдон зібрав на планеті вчених під приводом написання універсального довідника — Галактичної енциклопедії.
Планета Термінус розташована на окраїні Галактики, «там, де кінчаються зорі». Це планета з м'яким кліматом і високим коефіцієнтом водного простору, майже без мінеральних ресурсів.
За розрахунками Селдона Термінус повинен стати ядром нової галактичної імперії. Детальний математичний прогноз розвитку Термінуса на основі розробленої Селдоном психоісторії передбачає, що Термінус проходитиме через серію криз, опису яких присвячені книги саги. Перша з криз буде пов'язана з тим, що з розпадом Імперії вчені втратять фінансування, що змусить їх перейти від теоретичної роботи до розв'язання практичних питань виживання. В цьому відношенні Термінус має перевагу над сусідами, оскільки на ньому зібрані люди з великими знаннями.
Впродовж перших кількох століть Термінус долає кілька селдонівських криз. На початку він використовує релігію, як засіб контролю над сусідніми планетами — технічна допомога планетам надається тільки за умови визнання священності Термінуса. На наступному етапі на Термінусі розробляються нові економні технології і встановлюється міжпланетна торгова мережа. Як наслідок релігія як основа ідеології Термінуса поступається прагматизму. Термінус стає економічно могутнім у локальному масштабі й починає збирати навколишні планети в торговий союз. Далі Термінус витримує зіткнення із залишками старої імперії, знову використовуючи свою технологічну перевагу.
До п'ятсотого року міжцарства Термінус стає військово могутнім центром союзу планет, що охоплює значну частину колишньої імперії. Подальша історія міжцарства залишилася неописаною.